# کلودیا فلورنتینو
کلودیا فلورنتینو (انگلیسی: Claudia Florentino؛ زادهٔ ۱۰ مارس ۱۹۹۸) بازیکن فوتبال اهل اسپانیا است.